# (65407) 2002 RP120
(65407) 2002 RP120, tên chỉ định tạm thời 2002 RP120, là một thiên thể ngoài sao Hải Vương và damocloid thuộc vòng ngoài Hệ Mặt Trời. Nó có quỹ đạo nghịch và giống sao chổi, và có độ lệch tâm cao. Thiên thể này được phát hiện vào ngày 4 tháng 9 năm 2002 bởi các nhà thiên văn học với khảo sát LONEOS tại trạm Anderson Mesa, Arizona, Hoa Kỳ. Thiên thể nhỏ bất thường này có đường kính khoảng 14,6 kilômét (9,1 dặm) và có thể có hình dạng dài. Nó là một thiên thể quay chậm và cũng có khả năng là một thiên thể có trục quay bất quy tắc. Thiên thể này có lẽ đã bị sao Hải Vương đẩy ra khỏi hoàng đạo.

## Quỹ đạo và phân loại
2002 RP120 thuộc nhóm tiểu hành tinh damocloid, với quỹ đạo nghịch hành và TJupiter âm 0.8340. Nó cũng là một thiên thể bên ngoài Sao Hải Vương, vì quỹ đạo của nó có bán trục lớn lớn hơn của sao Hải Vương (30,1 AU). Minor Planet Center coi đây là một thiên thể quan trọng, centaur và hành tinh nhỏ bất thường (khác) do độ lệch tâm quỹ đạo lớn hơn 0,5.
Thiên thể này quay quanh Mặt Trời ở khoảng cách từ 2,5 tới 105 AU với chu kỳ 396 năm (trục bán chính là 53,92 AU). Quỹ đạo của nó có độ lệch tâm 0,95 và độ nghiêng 119° so với đường hoàng đạo. Vòng cung quan sát của thiên thể bắt đầu bằng dữ liệu được chụp bởi Astrovirtel (I03) tại Đài thiên văn La Silla của ESO vào tháng 2 năm 2001, tức 19 tháng trước khi được chính thức khám phá tại Anderson Mesa.

## Đánh số và đặt tên
Tiểu hành tinh được đánh số (65407) bởi Minor Planet Center vào ngày 14 tháng 6 năm 2003 (M.P.C. 48994). Tính tới 2018, tiểu hành tinh này chưa được đặt tên.